# 葉應乾
葉應乾（1518年—？），字際清，號石南，直隸武清衛軍籍，浙江寧波府慈谿縣人，明朝政治人物。

## 生平
嘉靖十九年（1540年）庚子科順天鄉試第一百二十名舉人，二十六年（1547年）中式丁未科會試第一百八十四名，三甲第一百五十一名進士。吏部觀政，授高安縣知縣，升南京刑部主事，三十四年冬升南京兵部车驾司署郎中，三十五年丙辰丁父憂，降两淮运判，升揚州府同知、南昌府知府，升四川按察司副使、兵備建昌。

## 家族
曾祖葉蕃，七品散官；祖父葉一模，贈衛經歷；父葉允揚，州同知。母魏氏（封孺人）。嚴侍下。兄葉應春、葉應時（知州）、葉應期、葉應充、葉應璧（監生）、葉應前（衛經歷）、葉應魁、葉應翼，弟葉應箕、葉應斗。子世泰、世壮。

## 延伸閱讀
[在维基数据编辑]
 《四明人鑑·明按察副使葉公應乾》，出自《四明人鑑》